# Aleksandar Živković (Fußballspieler, 1977)
Aleksandar Živković (* 28. Juli 1977 in Niš) ist ein ehemaliger serbischer Fußballspieler.

## Karriere

### Verein
Živković begann seine Karriere bei FK Radnički Niš, wo er von 1993 bis 1994 spielte. Danach spielte er bei FK Partizan Belgrad und FK Rad Belgrad. 2000 folgte dann der Wechsel zu Júbilo Iwata. Er trug 2002 zum Gewinn der J1 League bei. Kehrte Živković im 2004 nach Jugoslawien zurück. Danach spielte er bei FK Obilić, OFK Belgrad und FK Voždovac. 2006 folgte dann der Wechsel zu Shandong Luneng Taishan. Er trug in den Jahren 2006 und 2008 zum Gewinn der Chinese Super League bei. Danach spielte er bei FC Shenzhen und Guangzhou R&F. 2011 beendete er seine Spielerkarriere.

### Nationalmannschaft
Im Jahr 2001 debütierte Živković für die serbische Fußballnationalmannschaft. Er hat insgesamt zwei Länderspiele für Serbien bestritten. Mit der serbischen Nationalmannschaft qualifizierte er sich für die Olympischen Sommerspiele 2008.

## Errungene Titel
- J1 League: 2002
- Kaiserpokal: 2003
- Chinese Super League: 2006, 2008